# 吉村秋陽
吉村 秋陽（よしむら しゅうよう、寛政9年2月4日（1797年3月2日） - 慶応2年11月15日（1866年12月21日））は、江戸時代後期の安芸広島藩出身の儒学者。広島藩筆頭家老の三原浅野家の儒者。朱子学からのち陽明学を重んじた。諱は晋、字は麗明。通称は重介、秋陽と号した。

## 経歴
1797年（寛政9年）、吉村三左衛門の三男として広島城下に生まれた。吉村家の本姓は小田氏で、浅野長晟の広島城入り（1619年（元和5年））以前からの浅野家家臣の家柄。秋陽は幼い頃から聡明で記憶力に優れ、国史を好んだという。15歳で山口西園（広島藩家老上田家儒者）に入門し、18歳で京都に出て伊藤仁斎の古義学を修め、荻生徂徠の古文辞学にも学んだ。1817年（文化14年）に21歳で浅野家講学所（のちの修道館、現修道中学・高等学校）助教に抜擢され、伊予国今治藩で講義したり、京都に頼山陽を訪ねるなど交流を深めたが、次第にこれらの古学に疑問を感じて、朱子学を奉ずるようになった。
1830年（天保元年）、34歳のときに江戸へ赴き、佐藤一斎の門に入って陽明学に親しむようになる。のちに秋陽はこの頃を回想して述べている。
陽明学に転じた秋陽は翌1831年（天保2年）の暮れに郷里の広島へ帰り、講学所で教えるかたわら家塾「咬菜軒」を開いた。塾名は、明の洪自誠の著書『菜根譚』の由来でもある、朱熹の撰した『小学』の「善行第六」末尾にある「人、常に菜根を咬み得ば、則ち百事做すべし」という汪信民の語による。菜根、つまり硬くて筋が多い野菜の根を常食とする心意気があれば、あらゆることをなしうる。また、物事は咬みしめるほど真の味わいがわかる＝本質がよく分かるという意である。
1836年（天保7年）には佐藤一斎の推薦で長府藩の督学となり、藩校敬業館で講義しながら藩政の儀にもあずかった。
1839年（天保10年）近習組となり十五石扶持。1842年（天保13年）には朝陽館教授・学館総裁となり二十石扶持。この年、佐藤一斎の招きで江戸へ赴き、昌平坂学問所の世話を委嘱されたが秋陽は固辞して翌年帰郷している。
1855年（安政2年）致仕し、養子の駿（吉村斐山）に家督と教授職を譲った。1863年（文久3年）、主家が三原城へ移るのに伴って広島から移居し、桜山山麓に屋敷を得て「細雨春帆楼」と称する塾を開いた。三原に移ってからも石見国大田、周防国岩国、讃岐国多度津など方々から招かれ講釈した。
慶応2年11月15日（1866年12月21日）病気のため70歳で没。墓所は三原の香積寺。
九州大学に、秋陽とその子孫（吉村斐山、吉村彰ら）の著書・蔵書・書簡をあつめた「吉村家文庫」が遺されている。

## 人物
秋陽は陽明学を奉じたが朱子学にも造詣が深く、生徒に講釈する際には朱子学の註をもってあたり、特に懇請されないかぎり陽明学の講釈はしなかったという。
また幕末の動乱期の始まりにあって学問を基にした幅広い交友関係で知られた。秋陽について「山陽道中には第一の人物」と高く評価したのが、幕政改革・公武合体に大きな役割を果たした「維新の十傑」の一人、横井小楠である。1851年（嘉永4年）、41歳の小楠は三原領主（3万石）浅野忠（広島藩筆頭家老。三原浅野家第11代当主、通称は遠江）に仕えていた55歳の秋陽を訪問し、その印象を『遊歴聞見書』に書き留めている。
また、高杉晋作も22歳の時の遊歴日記『試撃行日記』の序において、
と述べている。
明治期の広島の教育界を支えた弟子は多い。日彰館（現広島県立日彰館高等学校）を創設した儒者の高浦豊太郎や、村井養斎（岩太郎）が著名である。

## 著書
- 『格致賸議』全1巻
- 『王学提綱』全2巻
- 『桃江諸説』
- 『読我書楼文章』全4巻
- 『読我書楼詩章』全3巻

など

### 文献
- 『吉村秋陽・東沢瀉』、荒木龍太郎、明徳出版社、1982年 (叢書・日本の思想家46）。後者は荒木見悟が担当